# 그로버 센터
그로버 센터(Grover center)는 원래 오하이오 밥캣츠 남자 농구 팀의 홈으로 지어졌다. 경기장의 첫 번째 남자 농구 경기는 1960년 12월 1일 매진된 관중 앞에서 전년도 내셔널 챔피언 오하이오 주 벅아이즈를 주최하는 오하이오 밥캣츠의 홈구장이었다.센터는 전 밥캣츠 코치 버치 그로버의 이름을 따서 명명되었다. 그로버 센터라는 이름은 밥캣의 감독 버치 그로버(Butch Grover)의 이름을 참고하여 지어졌다.

## 리노베이션
1996년부터 2001년까지 개조 공사를 통해 건물을 50개 이상의 강의실과 연구실로 변환하기 시작했으며 거의 200,000 제곱피트 (19,000 m2) 로 확장되었다. 5년 동안의 총 수리 비용은 2,450만 달러였다.